# Monoplà

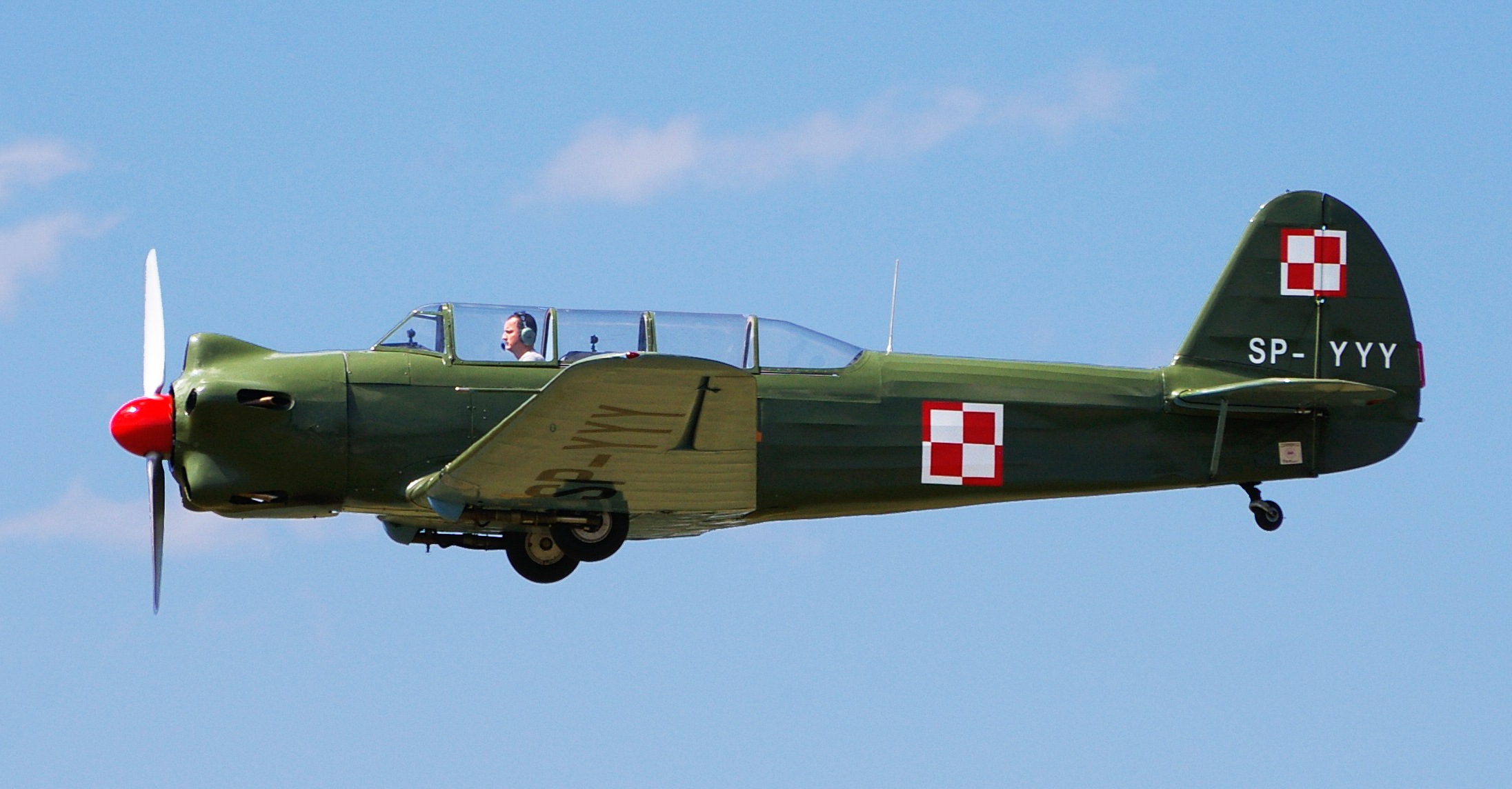
monoplà d'ala baixa - Yak-18.

Un monoplà és un avió que consta d'una sola ala que li proporciona l'elevació suficient per al vol, a diferència dels biplans i triplans.

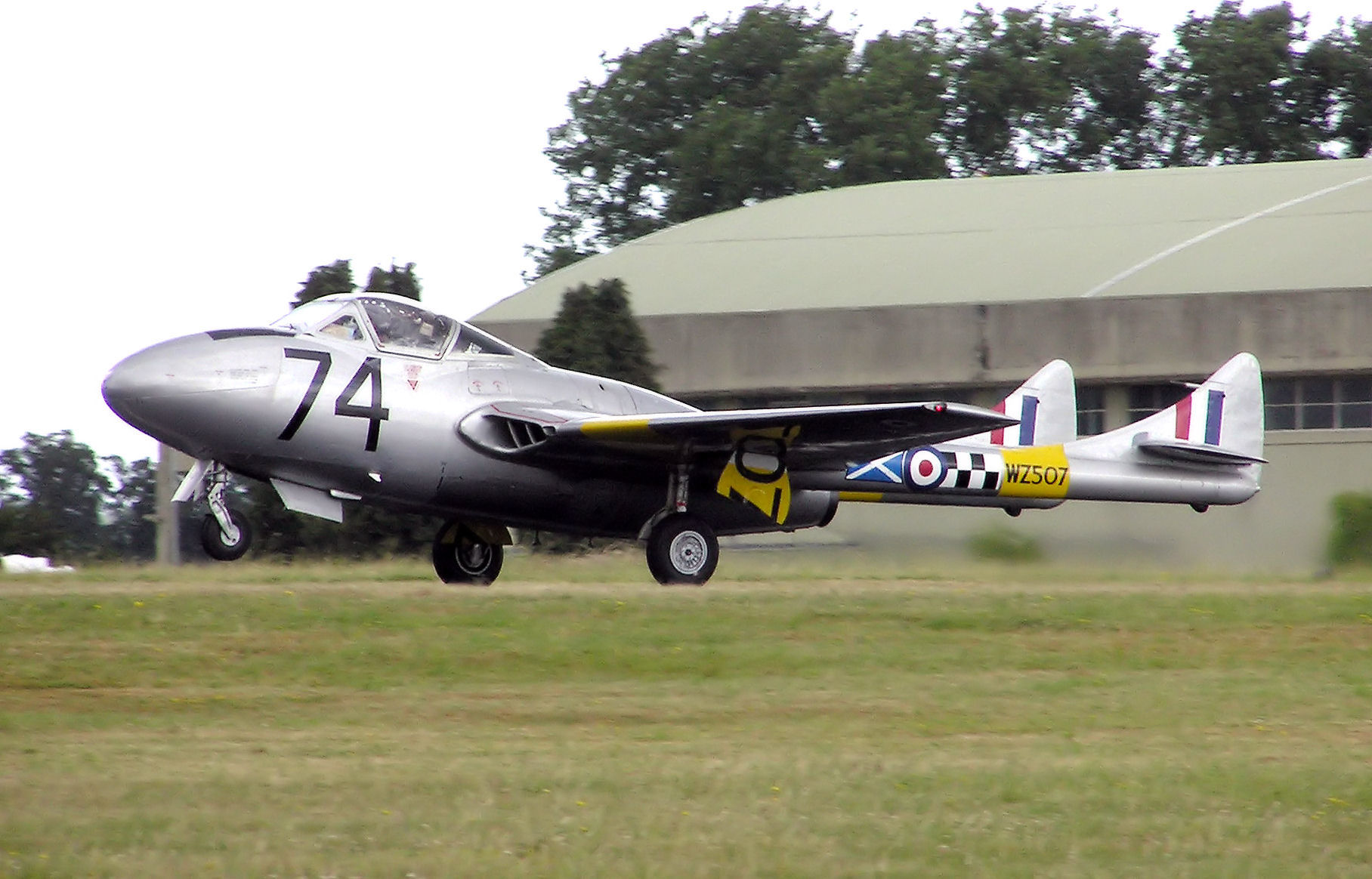
monoplà d'ala mitjana - de Havilland Vampire T11.

La principal diferència entre els tipus és de quina manera l'ala s'uneix al fuselatge:
- Ala baixa: la superfície inferior de l'ala va anivellada a la part inferior del fuselatge.
- Ala mitja: l'ala és muntada en la meitat del fuselatge.
- Shoulder-wing': l'ala és muntada per sobre de la meitat del fuselatge.
- Ala alta: la superficials superior de l'ala va anivellada a la part superior del fuselatge.
- Parasol: l'ala és muntada sobre el fuselatge (en l'actualitat és infreqüent).

## Història

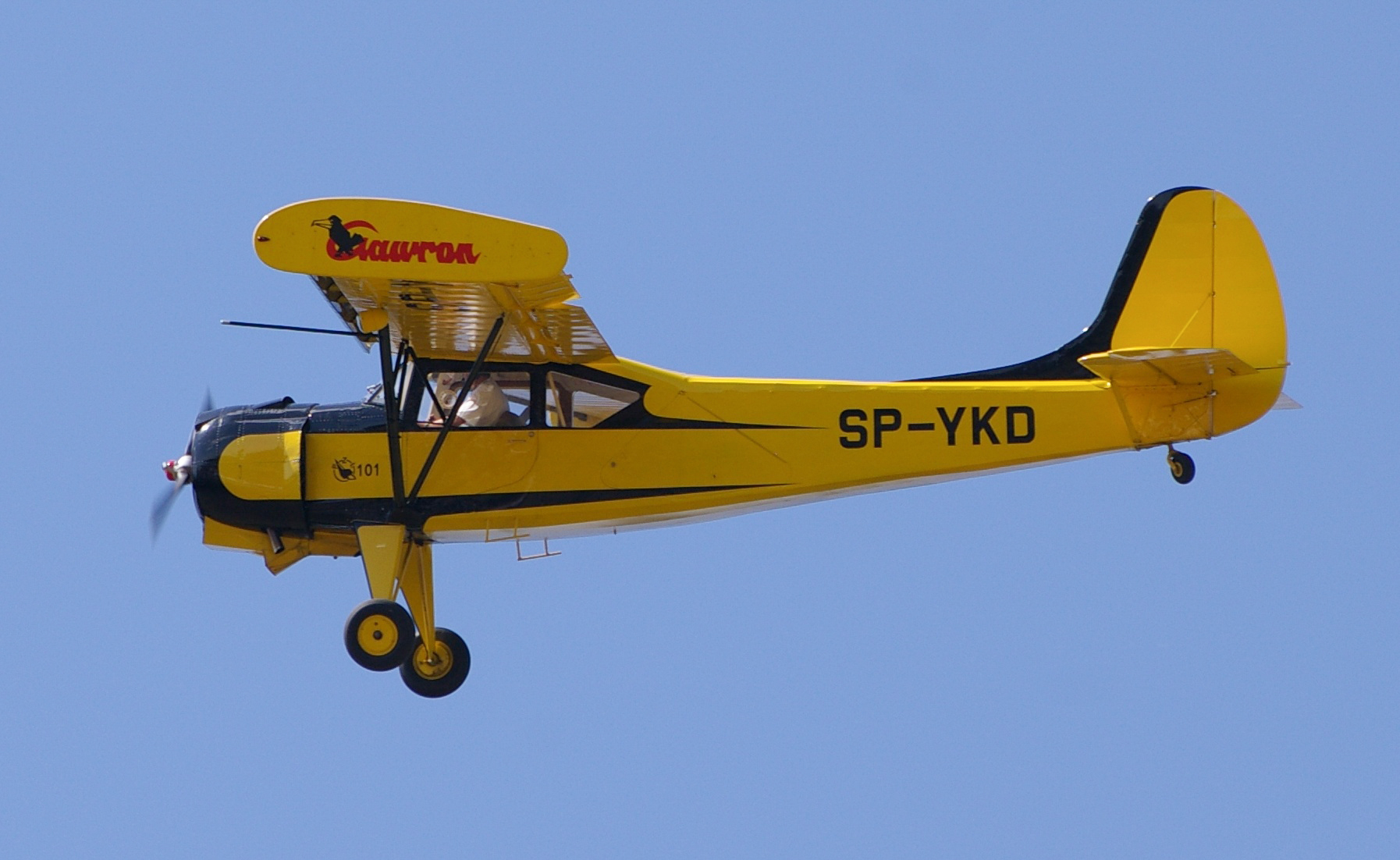
monoplà d'ala alta - PZL-101.

Un dels primers monoplans va ser construït per l'inventor romanès Traian Vuia, qui va realitzar un vol de 12 metres el 18 de març de 1906.
Dos anys després, Louis Blériot va construir el seu propi monoplà d'ala mitjana, i va creuar el Canal de la Mànega el 25 de juliol de 1909.
El neozelandès Richard Pearse havia construït un monoplà el 31 de març de 1903.